# Tancua
Tancua is een voormalige gemeente in het Franse departement Jura in de regio Bourgogne-Franche-Comté en telt 151 inwoners (2004). De plaats maakt deel uit van het arrondissement Saint-Claude. Sinds 1 januari 2007 maakt Tancua deel uit van de gemeente Morbier.

## Geografie
De oppervlakte van Tancua bedraagt 6,9 km², de bevolkingsdichtheid is 21,9 inwoners per km².

## Demografie
Onderstaande figuur toont het verloop van het inwonertal (bron: INSEE-tellingen).